# This Is It (Michael Jackson)
This Is It è una canzone composta da Michael Jackson e Paul Anka nel 1980 e contenuta nell'omonima colonna sonora dell'omonimo documentario, pubblicata come prima canzone postuma di Michael Jackson nel 2009. La canzone è stata pubblicata sul sito ufficiale di Jackson e su altri distributori per il solo download abbinato all'acquisto dell'album ed è stata distribuita in un CD promozionale per la sola diffusione radiofonica.

## Descrizione

### Origine
La canzone fu registrata nel 1980 con il titolo I Never Heard all'Anka's Studio a Carmel-by-the-Sea per un previsto duetto tra Paul Anka e Michael Jackson e doveva originariamente far parte dell'album di Anka, Walk a Fine Line. La registrazione fu quindi inviata ad Hollywood per i ritocchi finali, ma non fu poi inserita nel disco a causa di alcuni problemi coi diritti d'autore.
La cantante di pop latino Sa-Fire, autorizzata da Jackson e Anka, ha pubblicato per prima una sua versione del brano con l'originale titolo I Never Heard nel 1991 nel suo album I Wasn't Born Yesterday.

### Nuova versione
Nel 2009, dopo la morte di Michael Jackson, la casa discografica Sony Music annunciò che la canzone sarebbe stata pubblicata come primo singolo postumo estratto dall'album This Is It, colonna sonora dell'omonimo documentario che a sua volta prese il nome dai concerti previsti a Londra ma mai eseguiti da Jackson a causa della sua prematura scomparsa. Per questo motivo, anche il titolo della canzone verrà adattato cambiando da I Never Heard a This Is It appunto, approfittando del fatto che Jackson pronunciava queste parole nel testo. La Sony Music ha poi deciso che sarebbe stata distribuita solo per l'ascolto radiofonico e non sarebbe stata acquistabile come singolo per il download digitale, ma solo abbinata all'acquisto dell'album o di un EP di 6 brani inediti tratti dall'album.
La canzone contiene i cori dei fratelli di Michael Jackson: Jackie, Tito, Jermaine, Marlon e Randy, che li registrarono dopo la morte del fratello.

### Controversie
Paul Anka inizialmente fu stupito del fatto che né la Sony né l'Estate lo avessero avvisato del fatto di avere l'intenzione di riproporre la loro canzone, spacciandola per nuova e non dandogli credito nel libretto dell'album, e minacciò azioni legali. Come descritto dal coautore, a quanto pare gli esecutori testamentari, dopo la morte di Jackson, avrebbero ritrovato una copia del nastro con la demo pensando si trattasse di una canzone nuova scritta solo da Jackson. Il presidente della Columbia / Epic Records, Rob Stringer ha ammesso in un'intervista che fu solo quando i fan di Jackson iniziarono a discutere online delle somiglianze tra le due tracce che la società ha realizzato il suo errore. Anka e l'Estate si accordarono in due ore decretando che Anka avrebbe ricevuto il 50% dei diritti di pubblicazione della "nuova" canzone di Michael Jackson e il nome di Anka venne inserito in un adesivo applicato all'esterno delle prime stampe dell'album This Is It.

### Versione con Paul Anka
Paul Anka ne interpretò una versione dal vivo duettando, tramite una registrazione, con Michael Jackson, al Festival Internacional de la Canción de Viña del Mar nel 2010. Nel 2013, Paul Anka ha realizzato una nuova versione di This Is It in duetto "virtuale" con Michael Jackson che è stata pubblicata nell'album Duets uscito il 9 aprile 2013 per commemorare i suoi 55 anni di carriera.

## Video musicale
La canzone venne accompagnata da due diversi video musicali. Il primo, pubblicato on-line nell'ottobre 2009, consisteva in un montaggio di vari spezzoni tratti dalle prove del residency show This Is It, tratte a loro volta dal film-documentario Michael Jackson's This Is It diretto dal regista Kenny Ortega, mentre un secondo videoclip venne realizzato dal regista Spike Lee, amico di Jackson che aveva diretto per il cantante anche due diverse versioni del video della canzone They Don't Care About Us nel 1996. Quest'ultimo video venne pubblicato on-line nel dicembre 2009 sulle pagine della società di produzione di Lee, la 40 Acres & a Mule Filmworks, e consisteva in varie immagini di repertorio di Jackson e filmati della sua città natale di Gary, nell'Indiana accompagnate da immagini di tributi dei suoi fan.

## Tracce
CD promozionale Stati Uniti
1. This Is It (Album Version) – 3:36 (Michael Jackson, Paul Anka)
2. This Is It (Orchestra Single Version) – 3:43 (Michael Jackson, Paul Anka)

CD promozionale (Epic/Sony)
1. This Is It (Album Version) – 3:36 (Michael Jackson, Paul Anka)
2. This Is It (Orchestra Single Version) – 4:39 (Michael Jackson, Paul Anka)
3. This Is It (Orchestra Version) – 3:41 (Michael Jackson, Paul Anka)

## Successo
Nonostante non sia stata distribuita come canzone acquistabile singolarmente, This Is It figura in molte classifiche internazionali grazie alla diffusione radiofonica. Con questo brano Michael Jackson ha ricevuto una nomination postuma ai Grammy Awards 2011 nella categoria Best Male Pop Vocal Performance, vinta poi da Bruno Mars con Just the Way You Are.

## Classifiche
| Classifica (2009) | Posizione massima |
| ----------------- | ----------------- |
| Canada            | 56                |
| Giappone          | 5                 |
| Islanda           | 1                 |
| Paesi Bassi       | 22                |
| Spagna            | 18                |
| Stati Uniti       | 19                |